# Ardãos e Bobadela
Ardãos e Bobadela é uma freguesia portuguesa do município de Boticas, com 37,12 km² de área e 463 habitantes (censo de 2021). A sua densidade populacional é 12,5 hab./km².

## História
Foi constituída em 2013, no âmbito de uma reforma administrativa nacional, pela agregação das antigas freguesias de Ardãos e Bobadela e tem a sede em Bobadela.

## Demografia
A população registada nos censos foi:
| Distribuição da População por Grupos Etários | Distribuição da População por Grupos Etários | Distribuição da População por Grupos Etários | Distribuição da População por Grupos Etários | Distribuição da População por Grupos Etários | Distribuição da População por Grupos Etários |
| -------------------------------------------- | -------------------------------------------- | -------------------------------------------- | -------------------------------------------- | -------------------------------------------- | -------------------------------------------- |
| Antes da agregação                           |                                              |                                              |                                              |                                              |                                              |
| Ano                                          | 0-14 anos                                    | 15-24 anos                                   | 25-64 anos                                   | >= 65 anos                                   | Total                                        |
| 2001                                         | 81                                           | 84                                           | 304                                          | 196                                          | 665                                          |
| 2011                                         | 55                                           | 47                                           | 265                                          | 212                                          | 579                                          |
| Após a agregação                             |                                              |                                              |                                              |                                              |                                              |
| Ano                                          | 0-14 anos                                    | 15-24 anos                                   | 25-64 anos                                   | >= 65 anos                                   | Total                                        |
| 2021                                         | 34                                           | 39                                           | 220                                          | 170                                          | 463                                          |